# Schaduw (J.ROM)
Schaduw is het eerste stripverhaal uit de reeks van J.ROM - Force of Gold, een spin-off van de stripreeks Suske en Wiske met Jerom in de hoofdrol. Het verhaal werd uitgegeven in november 2014.

## Verhaal
Op 13 augustus is er een noodsituatie in de City bank Tower, er is een terrorist met een bom in het gebouw en er is overal brand. J.ROM komt de mensen in het gebouw te hulp en zij vertellen dat de directeur nog in zijn kantoor is. J.ROM bevrijdt de man en ziet dat het Mantis is, maar beseft te laat dat dit niet de directeur is. De directeur is al dood en J.ROM duwt Mantis uit het raam en dreigt hem te laten vallen als hij de ontsteker niet geeft. Deze blijkt echter in werking gezet te worden als hij losgelaten wordt en het aftellen begint, waarna J.ROM de man toch naar beneden laat vallen. Vijf jaar later, op 12 mei, zwerft J.ROM dronken over straat als hij ziet dat iemand wordt aangevallen. Hij is niet in staat om te helpen. Er wordt later op zijn deur geklopt en Epifanie zoekt de hulp van J.ROM en heeft foto's van zijn tijd als gouden stuntman bij zich. J.ROM vindt haar naam onhandig en daarom mag hij haar Pi noemen. Hij weigert echter te helpen en stuurt de vrouw weer weg, waarna ze een telefoontje pleegt en vertelt dat J.ROM niet mee wil werken. Opeens verschijnt er een wit licht en dreigt het gebouw in te storten. J.ROM grijpt een balk, waardoor de aanwezigen nog net genoeg tijd hebben om naar buiten te rennen. 
Het gerechtsgebouw is ingestort en J.ROM denkt dat dit door de riolering komt, waarna Pi over het witte licht vertelt. Er komen journalisten en ze vragen J.ROM hoe het voelt om zelf een slachtoffer te zijn. J.ROM besluit Pi dan te vertellen over zijn tijd als geheim agent bij FORCE. Bij zijn laatste missie zijn veel onschuldige slachtoffers en FORCE werd buiten de wet geplaatst. De slachtoffers fluisteren nog in het hoofd van J.ROM en Pi zegt dat ze zullen stoppen als hij iets aan de aanslagen zal doen. J.ROM houdt vol dat ze beter de aannemer kan aanpakken, maar dan vertelt Pi dat dit het derde gebouw in korte tijd was. Hiervoor stortte een politiekantoor en een bank in en Pi blijft aandringen dat J.ROM niet zomaar kan stoppen met held zijn. J.ROM gaat met haar mee en die nacht gaan ze naar de locatie waar stripboeken van Jerom, zijn gouden heldenpak en motor zijn opgeslagen. Pi snapt nu waarom J.ROM zijn ogen steeds dicht heeft, want er schijnt licht uit als hij ze opent. J.ROM doet zijn heldenpak weer aan en drinkt een blikje bier op een dak van een gebouw, maar ziet dan vreemde types beneden. Deze mannen communiceren met teksten op lichtgevende objecten en nummer 9 wordt opgedragen om terug te gaan naar de Fregatkaai 481.
J.ROM valt met de regenpijp naar beneden en wordt door agent Bluegrass en zijn chef gezien. De vreemde mannen zien het traject van J.ROM als onder controle en nummer 13 blijkt in de haven te zijn. J.ROM ontsnapt, maar wordt door de agenten gevolgd. J.ROM vindt een schrift met daarin de aanslagen en ontdekt dat het beursgebouw op de Fregatlaan ook een doelwit is. J.ROM gaat naar de locatie, maar er is niks aan de hand. Hij heeft niet door dat hij gefilmd wordt en opeens verschijnt er weer een wit licht. De agenten denken dat J.ROM hierachter zit en zetten de achtervolging in. J.ROM wordt neergeschoten, maar kan ontkomen. Pi spreekt met J.ROM in het ziekenhuis, maar hij weigert nog langer te helpen. Dan horen ze op het journaal dat de dader van de aanslagen bekend is, het is J.ROM. Er komt een politiehelikopter en als J.ROM en Pi het ziekenhuis willen verlaten, worden ze onder vuur genomen. Pi draagt J.ROM dan op om zijn ogen te openen, waarna de helikopter neerstort. Agent Bluegrass draagt J.ROM op om hem neer te slaan en vertelt dat hij zijn dienstwagen kan gebruiken om te ontsnappen. J.ROM moet dan wel het trackingsysteem kapot maken. J.ROM treuzelt en Pi slaat de agent dan neer. J.ROM wil onderduiken en Pi weet de perfecte plek. Ze krijgt een bericht op haar mobiele telefoon als J.ROM in de auto in slaap is gevallen. 
Als J.ROM de volgende ochtend wakker wordt, staat de auto voor het hoofdkwartier van FORCE. J.ROM eist een verklaring en Pi roept Amanda, die vertelt dat ze vroeger Birdsong genoemd werd. Pi blijkt de dochter van Darko te zijn, de voormalige opdrachtgever van J.ROM. In die tijd wist Pi van niks, ze dacht dat haar vader een koffiehandelaar was. Maar na zijn dood erfde ze het hoofdkantoor en de archieven en las over de werkzaamheden van FORCE. Amanda was vroeger de babysitter van Pi en toen ze over de aanslagen hoorde, kwam ze in actie. Amanda heeft besloten om FORCE opnieuw op te starten, alhoewel dit niet legaal is. Op 14 mei lijkt J.ROM toch vertrokken te zijn, maar hij blijkt verdwaald in de vernieuwde gangen in het gebouw. Hij was op zoek naar de fitnesszaal. Op 13 augustus traint hij nog altijd en is hij weer net zo sterk als vroeger. Er zijn nog altijd witte flitsen en er heerst onrust in de politiek en juridische kringen, omdat J.ROM nog altijd niet gevonden is. 
J.ROM wil dan in actie komen en krijgt een nieuw pantserpak, gemaakt van kevlar, carbide, twaron, mangaan, titanium, grafeen, aramide en 24-karaats goud. Dan gaat de FORCE-phone over en J.ROM identificeert zich met zijn handafdruk. De nieuwe opdrachtgever noemt zich Cyril en vertelt dat gesprekken en e-mails van de terroristen zijn onderschept en hun locatie is bekend. J.ROM krijgt de opdracht om ABADDON uit te schakelen.